# Плавання на Чемпіонаті світу з водних видів спорту 2022 — 800 метрів вільним стилем (чоловіки)
Змагання з плавання на дистанції 800 метрів вільним стилем серед чоловіків на Чемпіонат світу з водних видів спорту 2022 відбулися 20 і 21 червня 2022 року.

## Рекорди
Перед початком змагань світовий рекорд і рекорд чемпіонатів світу були такими:
| Світовий рекорд          | Чжан Лінь (CHN) | 7:32.12 | Рим (Італія) | 26 липня 2009 |
| Рекорд чемпіонатів світу | Чжан Лінь (CHN) | 7:32.12 | Рим (Італія) | 26 липня 2009 |

## Результати

### Попередні запливи
Попередні запливи розпочалися 20 червня о 09:57 за місцевим часом.
| Місце | Заплив | Доріжка | Ім'я                       | Країна          | Час           | Примітки      |
| ----- | ------ | ------- | -------------------------- | --------------- | ------------- | ------------- |
| 1     | 3      | 4       | Михайло Романчук           | Україна         | 7:44.75       | Q             |
| 2     | 3      | 5       | Флоріан Веллброк           | Німеччина       | 7:44.75       | Q             |
| 3     | 3      | 6       | Габріеле Детті             | Італія          | 7:46.08       | Q             |
| 4     | 4      | 4       | Грегоріо Пальтріньєрі      | Італія          | 7:46.24       | Q             |
| 5     | 3      | 1       | Денієл Віффен              | Ірландія        | 7:46.32       | Q             |
| 6     | 4      | 3       | Роберт Фінк                | США             | 7:46.36       | Q             |
| 7     | 4      | 2       | Гільєрме Коста             | Бразилія        | 7:46.90       | Q             |
| 8     | 4      | 8       | Дам'єн Жолі                | Франція         | 7:47.46       | Q             |
| 9     | 4      | 7       | Семюел Шорт                | Австралія       | 7:48.28       |               |
| 10    | 4      | 1       | Денієл Джервіс             | Велика Британія | 7:50.55       |               |
| 11    | 3      | 2       | Генрік Крістіансен         | Норвегія        | 7:50.98       |               |
| 12    | 3      | 7       | Чарлі Кларк                | США             | 7:51.59       |               |
| 13    | 4      | 0       | Марван Ель-Камаш           | Єгипет          | 7:52.08       |               |
| 14    | 2      | 3       | Кім У Мін                  | Південна Корея  | 7:53.27       |               |
| 15    | 4      | 5       | Лукас Мертенс              | Німеччина       | 7:55.21       |               |
| 16    | 4      | 9       | Дімітріос Маркос           | Греція          | 8:00.08       |               |
| 17    | 3      | 9       | Бар Соловейчик             | Ізраїль         | 8:04.14       |               |
| 18    | 3      | 8       | Чжан Цзиян                 | Китай           | 8:04.18       |               |
| 19    | 2      | 5       | Карлос Гарач               | Іспанія         | 8:05.52       |               |
| 20    | 2      | 6       | Хуан Мануель Моралес       | Колумбія        | 8:05.61       |               |
| 21    | 2      | 4       | Акош Кальмар               | Угорщина        | 8:06.67       |               |
| 22    | 3      | 0       | Жозе Паулу Лопес           | Португалія      | 8:14.40       |               |
| 23    | 2      | 2       | Кушагра Рават              | Індія           | 8:15.96       |               |
| 24    | 1      | 5       | Рафаель Понсе де Леон      | Перу            | 8:17.49       |               |
| 25    | 2      | 1       | Nguyễn Hữu Kim Sơn         | В'єтнам         | 8:24.02       |               |
| 26    | 2      | 0       | Родольфо Фалькон           | Куба            | 8:24.45       |               |
| 27    | 1      | 4       | Лоріс Б'янкі               | Сан-Марино      | 8:27.93       |               |
| 28    | 2      | 7       | Cheuk Ming Ho              | Гонконг         | 8:32.67       |               |
| 29    | 2      | 8       | Раттахавіт Тхамманатхачоте | Таїланд         | 8:35.86       |               |
| 30    | 1      | 3       | Muhammad Siddiqui          | Пакистан        | 8:57.59       |               |
| 31    | 3      | 3       | Елайджа Віннінґтон         | Австралія       | Не стартували | Не стартували |
| 31    | 4      | 6       | Фелікс Аубек               | Австрія         | Не стартували | Не стартували |

### Фінал
Фінал відбувся 21 червня о 18:02 за місцевим часом.
| Місце | Доріжка | Ім'я                  | Країна    | Час     | Примітки |
| ----- | ------- | --------------------- | --------- | ------- | -------- |
| 1     | 7       | Роберт Фінк           | США       | 7:39.36 | AM       |
| 2     | 5       | Флоріан Веллброк      | Німеччина | 7:39.63 |          |
| 3     | 4       | Михайло Романчук      | Україна   | 7:40.05 |          |
| 4     | 6       | Грегоріо Пальтріньєрі | Італія    | 7:41.19 |          |
| 5     | 1       | Гільєрме Коста        | Бразилія  | 7:45.48 |          |
| 6     | 3       | Габріеле Детті        | Італія    | 7:47.75 |          |
| 7     | 8       | Дам'єн Жолі           | Франція   | 7:48.10 |          |
| 8     | 2       | Денієл Віффен         | Ірландія  | 7:50.63 |          |